# Førde kyrka
Førde kyrka (nynorska: Førde kyrkje) är en långhuskyrka från 1938 i Sveio kommun i Vestland fylke i västra Norge. 
Kyrkan är byggd i tegel och har 240 sittplatser. 